# Xelomí
Xelomí (en hebreu: שלומי) és un poble i un consell local del Districte del Nord d'Israel. Xelomí rep suport sobretot de l'UJIA (United Jewish Israel Appeal) i de grups de joves britànics, com ara l'Association of Jewish Sixth formers.
Xelomí ha estat objecte de nombrosos atacs d'Hesbol·là, que llançà míssils Katiuixa sobre el poble el Dia de la Independència d'Israel, l'11 de maig de 2005; i de nou el mateix dia de 2006.
El 12 de juliol de 2006 el poble tornà a ser atacat amb míssils en una operació de distracció per a facilitar l'assassinat de tres soldats israelians i el segrest de dos més, fet que inicià la Guerra del Líban de 2006.